# André Lesouëf
André Lesouëf MEP (* 26. März 1918 in Redon; † 6. Juni 2004) war Apostolischer Präfekt von Kompong-Cham.

## Leben
André Lesouëf trat der Ordensgemeinschaft der Pariser Mission bei und empfing am 20. März 1943 die Priesterweihe. Papst Paul VI. ernannte ihn am 26. September 1968 zum Apostolischen Präfekten von Kompong-Cham. Johannes Paul II. nahm 1997 seinen altersbedingten Rücktritt an.